# Verifica della piazza cittadina
La verifica della piazza cittadina è il metodo empirico suggerito da Natan Sharansky (dissidente dell'ex-Unione Sovietica ed ora influente politico israeliano) per verificare se una società è libera.
La verifica è stata proposta per la prima volta sul libro di Sharansky The Case for Democracy dove si legge:
Il test divenne famoso dopo che il presidente George Bush raccomandò il libro da cui era tratto  e Condoleezza Rice lo citò durante un'audizione davanti alla Commissione Esteri del Senato degli Stati Uniti 